# Miklós Wesselényi (1796–1850)
Miklós Wesselényi (n. 30 decembrie 1796, Jibou, România – d. 21 aprilie 1850, Pesta, Regatul Ungariei) a fost un om politic liberal maghiar, liderul opoziției progresiste din Ungaria și Transilvania, membru al Academiei Ungare de Științe.
Miklós Wesselényi s-a bucurat de popularitate în rândul oamenilor simpli, români, maghiari și sași deopotrivă. Wesselényi a luptat pentru eliberarea iobagilor. A oferit un exemplu personal în această direcție, eliberând din iobăgie țăranii de pe domeniile sale, deși legea nu-l obliga la un asemenea act. Pe moșiile sale a introdus metode moderne de lucru al pământului, a adus vite și cai de rasă, a ținut concursuri de cai și a organizat dresajul câinilor.

## Posteritatea
Monumentul Wesselényi din Zalău a fost realizat de sculptorul János Fadrusz în anul 1902. Grupul statuar îi reprezintă pe contele Miklós Wesselényi și pe țăranul Samson Pop din satul Rona. Monumentul a fost dezvelit în data de 18 septembrie 1902.
În perioada interbelică Iuliu Maniu s-a opus intențiilor de demolare a monumentului Wesselényi.